# Krzysztof Oleszkiewicz
Krzysztof Jan Oleszkiewicz (ur. 27 października 1972) – polski matematyk, profesor nauk matematycznych. Specjalizuje się w rachunku prawdopodobieństwa oraz nierównościach. Profesor zwyczajny w Instytucie Matematyki Wydziału Matematyki, Informatyki i Mechaniki Uniwersytetu Warszawskiego (Zakład Teorii Prawdopodobieństwa).

## Życiorys
Studia matematyczne ukończył na Uniwersytecie Warszawskim, gdzie następnie został zatrudniony i zdobywał kolejne awanse akademickie. Stopień doktorski uzyskał w 1997 na podstawie pracy pt. Porównywanie momentów sum niezależnych zmiennych losowych napisanej pod kierunkiem Stanisława Kwapienia. Habilitował się w 2004 na podstawie dorobku naukowego i rozprawy pt. O związku pewnych nierówności funkcyjnych z własnościami produktowych miar probabilistycznych. Tytuł naukowy profesora nauk matematycznych otrzymał w 2011.
Członek Polskiego Towarzystwa Matematycznego. Poza macierzystym Wydziałem na UW pracował także jako docent w Instytucie Matematycznym PAN. Jako naukowiec wizytujący odbył zagraniczny staż m.in. w Simons Institute for the Theory of Computing w amerykańskim University of California, Berkeley.
Artykuły publikował w takich czasopismach, jak m.in. „The American Mathematical Monthly”, „Statistics & Probability Letters”, „Discrete & Computational Geometry”, „Geometric And Functional Analysis” oraz „Theory of Computing”. Należy do komitetu redakcyjnego czasopisma „Studia Mathematica”.
Laureat Nagrody im. Kazimierza Kuratowskiego (za 2000 rok), Nagrody Głównej PTM im. Stefana Banacha za rok 2002 oraz Nagrody Instytutu Matematycznego PAN za wybitne osiągnięcia naukowe w zakresie matematyki z roku 2016.